# Hermann Brunn
Hermann Karl Brunn (Roma, 1 de agosto de 1862 – Munique, 20 de setembro de 1939) foi um matemático alemão, que trabalhou com geometria convexa.
Filho do arqueólogo Heinrich Brunn.
Foi palestrante convidado do Congresso Internacional de Matemáticos em Zurique (1897).